# Długi Borek (Białoruś)
Długi Borek (biał. Доўгі Барок; ros. Долгий Борок) – wieś na Białorusi, w obwodzie grodzieńskim, w rejonie świsłockim, w sielsowiecie Dobrowola, na terenie Parku Narodowego „Puszcza Białowieska”, w pobliżu granicy z Polską.
W dwudziestoleciu międzywojennym leżał w Polsce, w województwie białostockim, w powiecie bielskim, w gminie Masiewo.